# Shilong (köpinghuvudort i Kina, Hubei Sheng, lat 30,90, long 112,84)
Shilong är en köpinghuvudort i Kina. Den ligger i provinsen Hubei, i den centrala delen av landet, omkring 140 kilometer väster om provinshuvudstaden Wuhan. Antalet invånare är 24 422. Befolkningen består av 11 972 kvinnor och 12 450 män. Barn under 15 år utgör 11,0 %, vuxna 15-64 år 80 %, och äldre över 65 år 8,0 %.
Runt Shilong är det ganska tätbefolkat, med 199 invånare per kvadratkilometer. Närmaste större samhälle är Jiukou, 17,1 km väster om Shilong. Trakten runt Shilong består till största delen av jordbruksmark.
Genomsnittlig årsnederbörd är 1 225 millimeter. Den regnigaste månaden är maj, med i genomsnitt 180 mm nederbörd, och den torraste är december, med 15 mm nederbörd.